# Nesomia
Nesomia es un género botánico monotípico perteneciente a la familia Asteraceae. Su única especie: Nesomia chiapensis es originaria de México, en Chiapas.

## Taxonomía
Nesomia chiapensis fue descrita por  Billie Lee Turner  y publicado en Phytologia 71(3): 208. 1991.